# Стукалова Тетяна Сергіївна
Тетяна Сергіївна Стукалова (біл. Таццяна Сяргееўна Стукалава; нар. 3 жовтня 1975, Вітебськ, Білорусь) — білоруська важкоатлетка, бронзова призерка Олімпійських ігор 2004 року.

## Біографія
Тетяна Стукалова народилася 3 жовтня 1975 року в місті Вітебськ. На Олімпійських іграх 2004 року зуміла стати бронзовою медалісткою. На цих змаганнях вона підняла 110 кг в ривку та 122.5 кг в поштовху. Сума, яку показала спортсменка, виявилася на 20 кг меншою, від суми, яку показали Наталія Скакун та Гання Батюшко. Четверте місце спортсменка виперидила на 7.5 кг.

## Результати
| Рік              | Місце            | Вага             | Ривок            | Ривок            | Ривок            | Ривок            | Поштовх          | Поштовх          | Поштовх          | Поштовх          | Загалом          | Місце            |
| Рік              | Місце            | Вага             | 1                | 2                | 3                | Місце            | 1                | 2                | 3                | Місце            | Загалом          | Місце            |
| Олімпійські ігри | Олімпійські ігри | Олімпійські ігри | Олімпійські ігри | Олімпійські ігри | Олімпійські ігри | Олімпійські ігри | Олімпійські ігри | Олімпійські ігри | Олімпійські ігри | Олімпійські ігри | Олімпійські ігри | Олімпійські ігри |
| ---------------- | ---------------- | ---------------- | ---------------- | ---------------- | ---------------- | ---------------- | ---------------- | ---------------- | ---------------- | ---------------- | ---------------- | ---------------- |
| 2004             | Афіни, Греція    | до 63 кг         | 95.0             | 100.0            | 100.0            | —                | 115.0            | 120.0            | 122.5            | —                | 222.5            | 3                |
| Чемпіонат світу  |                  |                  |                  |                  |                  |                  |                  |                  |                  |                  |                  |                  |
| 2003             | Ванкувер, Канада | до 63 кг         | 90.0             | 95.0             | 97.5             | 12               | 110.0            | 115.0            | 120.0            | 15               | 210.0            | 13               |
| 2002             | Варшава, Польща  | до 63 кг         | 85.0             | 90.0             | 92.5             | 6                | 105.0            | 110.0            | 110.0            | 9                | 195.0            | 8                |